# Kurt Gerstein
Kurt Gerstein (ur. 11 sierpnia 1905 w Münster, zm. 25 lipca 1945 w Paryżu) – niemiecki oficer SS, kierownik Sanitarnego Biura Technicznego Instytutu Zdrowia Waffen-SS (Hygiene-Institut der Waffen-SS), a równocześnie działacz antyhitlerowski, naoczny świadek masowych mordów w obozach zagłady w Bełżcu i Treblince, który starał się poinformować aliantów oraz papieża Piusa XII o ludobójstwie w obozach koncentracyjnych. Autor tzw. „Raportu Gersteina” na temat Zagłady Żydów. Podejmowane przez Gersteina ryzykowne próby poinformowania aliantów i światowej opinii publicznej napotykały na obojętność i niedowierzanie. Działania nie przynosiły pożądanych skutków. Gerstein przekazywał także relacje wszystkim swoim przyjaciołom i ewangelickim współwyznawcom. Oceniał, że poinformował w sumie kilkaset osób. Informacje te zostały jednak upowszechnione dopiero po jego śmierci, po zakończeniu wojny.

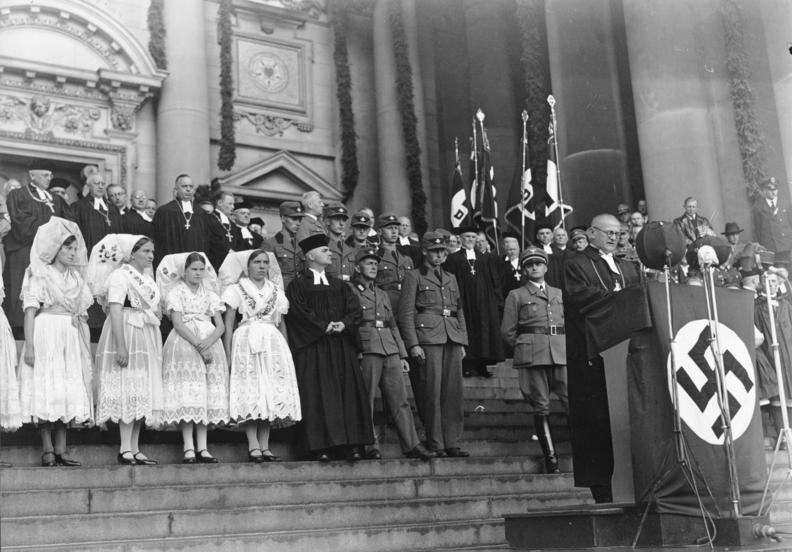
Przedstawiciele kontestowanego przez Gersteina pronazistowskiego ruchu religijnego Niemieckich Chrześcijan przed berlińską katedrą (1934)

## Życiorys
Kurt Gerstein urodził się w Münster w Westfalii jako szóste (z siedmiorga) dziecko luterańskiego sędziego, niemieckiego nacjonalisty Ludwiga Gersteina i Klary z domu Schmemann. Okres dojrzewania przypadał na ostatnie lata Republiki Weimarskiej i nastanie reżimu nazistowskiego. Matkę stracił w młodości. Ze względu na charakter pracy ojca, który w sądownictwie osiągnął stanowisko prezesa sądu okręgowego, a na drodze zawodowej odnotował stosunkowo dużo awansów i transferów, Kurt wraz z rodziną kilkukrotnie zmieniał miasta zamieszkania. W latach 1905–1911 mieszkał w Münster, 1911–1919 w Saarbrücken, 1919–1921 w Halberstadt, a w 1921 rodzina przeprowadziła się do Neuruppin koło Berlina. Od 1925 Kurt był bardzo zaangażowany w działania chrześcijańskich grup młodzieży. W 1925 ukończył lokalne gimnazjum im. Friedricha-Wilhelma i rozpoczął studia (ekonomia, prawo, matematyka, fizyka, chemia) na Philipps-Universität Marburg w Marburgu, by po dwóch latach przenieść się do instytutu RWTH Aachen, a zakończyć studia na Uniwersytecie Technicznym w Berlinie-Charlottenburgu. Dyplom inżyniera uzyskał w 1931 w Berlinie. W tym samym roku zmarła jego matka, Klara Gerstein. Od października 1932 Kurt kierował młodzieżowym biblijnym ruchem ewangelickim w Niemczech. W 1934 organizację tę rozwiązano. 2 maja 1933 r. wstąpił do NSDAP (legitymacja członkowska nr 2136174), a w październiku do Sturmabteilung (SA), pozostając w protestanckim ruchu młodzieżowym.

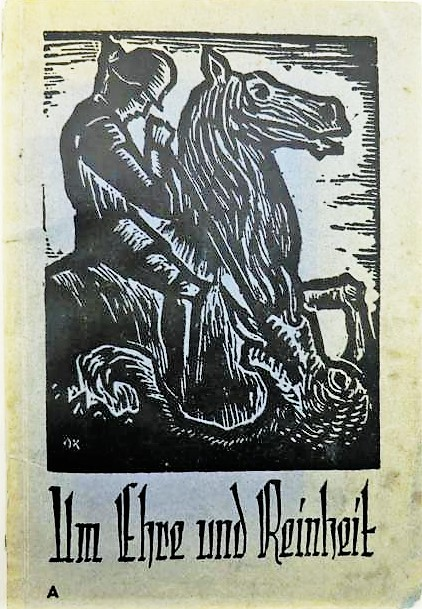
Okładka misyjnej broszury autorstwa Kurta Gersteina „Um Ehre und Reinheit” (1937)

Niemieckie władze rozwiązywały różne organizacje kościelne, a innym zakazały działalności. Gerstein sprzeciwiał się działalności pronazistowskiego, powstałego w 1932 w łonie niemieckiego protestantyzmu ruchu religijnego Niemieccy Chrześcijanie (Deutsche Christen). Ruch dążył do egzekwowania światopoglądu Trzeciej Rzeszy w kościołach. Gerstein pisał i dystrybuował religijne broszury skierowane do młodzieży niemieckiej. W powojennym raporcie wspominał, że wysłał łącznie około 230 tys. takich antynazistowskich broszur. Gestapo nazywało takie działania „skoncentrowanym, systematycznym i zorganizowanym masowym literackim atakiem na Narodowe Państwo Socjalistyczne”. W grudniu 1933 Gerstein rozesłał do biskupów niemieckich telegramy wzywające do protestu wobec działalności Deutsche Christen. Gerstein finansował te działania z własnych środków. W samym tylko 1931 roku poświęcił na ten cel ⅓ swojego rocznego dochodu (18 000 RM), który w większości pochodził z udziałów w rodzinnym przedsiębiorstwie jego matki – De Limon Fluhme & Co. w Düsseldorfie, która produkowała podzespoły do lokomotyw.
W styczniu 1935 Gerstein wystąpił przeciwko zatwierdzonej przez NSDAP antychrześcijańskiej sztuce „Wittekind”. W konsekwencji został pobity przez szturmowców. Także w 1935 roku Gerstein prowadził grupowe studium biblijne, podczas którego omawiał historię z 2 Księgi Machabejskiej (2 Mch 6,18–31), opowiadającą o żydowskim męczenniku Eleazarze, który wolał umrzeć, niż poddać się sprzecznemu z jego wiarą i sumieniem nakazowi potężnego króla Antiocha IV. W lecie 1936 zorganizował wysyłkę kilku zakazanych, antyhitlerowskich broszur do 380 przedstawicieli wymiaru sprawiedliwości.
Tego samego lata Gerstein organizował pierwszy zjazd niemieckiego stowarzyszenia górników. Wysyłając do uczestników zaproszenia w imieniu administracji górniczej Zagłębia Saary, załączał do przesyłek dwie publikacje wyśmiewające nazistowskich urzędników. Władze NSDAP uznały, że czynem tym naruszył ustawę o ochronie munduru partyjnego. We wrześniu został aresztowany. Gestapo odnalazło w jego biurze 1 tys. gotowych do wysyłki listów z broszurami, a także 7 tys. zaadresowanych kopert. W areszcie spędził około miesiąca. Został oskarżony o wspieranie i działalność na rzecz ewangelickiego, dysydenckiego Bekenntniskirche („Kościół Wyznający”) i 15 października 1936 wyrzucony z NSDAP. 9 lutego 1937 Gerstein stracił posadę eksperta górniczego. Dwukrotnie (w 1936 i 1938) był osadzany w obozach koncentracyjnych.
W listopadzie 1935 Gerstein zaręczył się z Elfriede Bensch, córką pastora i siostrą swego najlepszego przyjaciela Alfreda Benscha. Ślub cywilny odbył się 31 sierpnia 1937, a kościelny 2 listopada 1937. W ciągu kilku lat przyszła na świat trójka dzieci: Arnulf (1939), Adelheid (1941) i Olaf (1942). Nie mogąc znaleźć pracy, powrócił do szkoły. Zaczął studiować teologię w Tybindze, ale szybko zmienił kierunek na medycynę. W Tybindze przebywał do lipca 1939.
Gerstein podejmował aktywne starania o przywrócenie do partii. W odwołaniach wskazywał, że zachował się tak, jak jego zdaniem powinien zachować się chrześcijanin, i wyjaśniał, że oddalił się od Kościoła Wyznającego. Zaznaczał, że państwo nazistowskie podejmowało działania przeciw kościołom. Jednocześnie stwierdzał, że postanowił w pełni popierać narodowy socjalizm i zaprzestał rozprowadzania broszur antynazistowskich. Brat Kurta, Johannes Gerstein, wyjaśniał w 1964 roku, że jedno z pism w toku procedur odwoławczych napisał za Kurta inny z ich braci, a Kurt – działając pod presją ojca – jedynie je podpisał. W liście do narzeczonej, Elfriede, Kurt wspomniał, że ma wezwanie do sądu partyjnego, i dodał: „Moja rodzina zmusza mnie do nieszczerości”. Prawdopodobnie nadal wypowiadał się przeciw nazizmowi, bowiem 24 maja 1937 Gestapo zabroniło mu wypowiadania się publicznie.
14 lipca 1938 Gerstein został aresztowany. Na sześć tygodni (14 lipca do 28 sierpnia 1938) trafił do obozu koncentracyjnego w Welzheim. We wrześniu zarzucano mu zdradę stanu i związki z Towarzystwem Niemieckiej Wolności, którego program zakładał przywrócenie monarchii Hohenzollernów. Postępowanie zakończono w październiku. W odzyskaniu wolności Gersteinowi pomógł życzliwie nastawiony urzędnik Gestapo. Trudno ocenić, w jaki sposób Gerstein starał się oddzielić ekonomiczne aspekty osiągnięć państwa rządzonego przez partię narodowo-socjalistyczną od proklamowanego przez to państwo światopoglądu. Pogromy ludności żydowskiej podczas „nocy kryształowej” wstrząsnęły Kurtem.

### II wojna światowa
Na początku 1939, dzięki interwencji ojca i wsparciu ze strony wpływowych urzędników, Gerstein został ponownie przyjęty w szeregi NSDAP, a po wybuchu wojny chciał wstąpić do armii. W marcu 1941 zgłosił się na ochotnika do Waffen-SS. Istnieje kilka wersji powodu, dla którego miał się zdecydować na ten krok. Przyczyną mogła być chęć poznania mechanizmów zbrodni ze strony SS albo chęć Gersteina do sprawdzenia swoich podejrzeń, że jego szwagierka Bertha Ebeling została uśmiercona przez SS w prowadzonym programie eutanazji Akcja T4 w zakładzie psychiatrycznym Hadamar w lutym 1941. Podczas przesłuchania przez francuskich śledczych w czerwcu 1945, Gerstein miał wstąpić do Waffen-SS ze względu na informacje o „ośrodkach eutanazji”, które miał mu przekazać biskup Stuttgartu. Wiadomo jednak, że Gerstein złożył wniosek o przyjęcie do SS przed śmiercią swojej szwagierki. Zdaniem byłego przyjaciela Gersteina, Armina Petersa, Kurt miał liczyć, że znając jego wcześniejsze losy dowództwo tej jednostki wyśle go na front, gdzie zginie, dzięki czemu odkupi swoje winy. Najbardziej prawdopodobnym wyjaśnieniem faktu dobrowolnego wstąpienia Gersteina do Waffen-SS była ciekawość i chęć obnażenia zbrodni nazistowskich. Według luterańskiego biskupa Otto Dibeliusa, Kurt pytany o to bezpośrednio po wojnie miał powiedzieć: „ktoś musi być w środku, aby być świadkiem i być świadkiem świata”. Według historyka, profesora Uniwersytetu Kalifornijskiego, Saula Friedländera informacje o niemieckich „ośrodkach eutanazji” miały stanowić bezpośrednią przyczynę do powstania u Gersteina poczucia „misji”. Motywacja Gersteina podczas wstępowania do Waffen-SS pozostała punktem spornym w przyszłych ocenach jego działań.

#### Waffen-SS

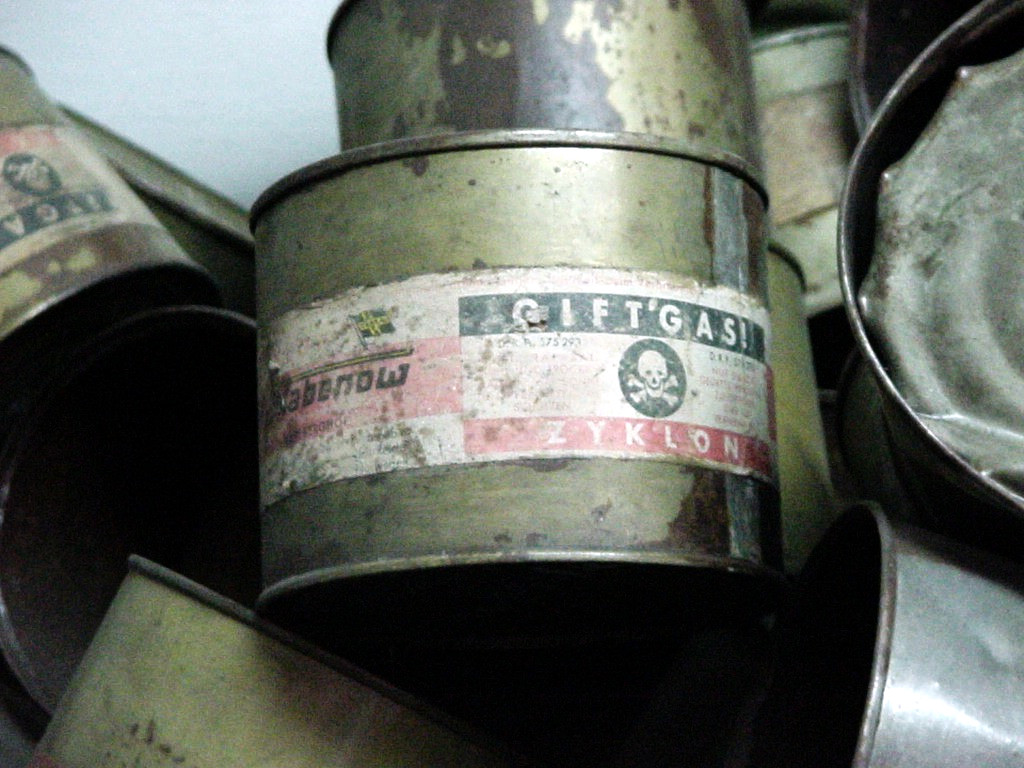
Pojemniki z cyklonem B

Podstawowe szkolenie Waffen-SS rozpoczął 10 marca 1941. Odbywało się w Arnhem w Holandii oraz w obozie koncentracyjnym obozie koncentracyjnym Sachsenhausen. Po zakończeniu szkolenia dowództwo uwzględniło fakt wykształcenia Gersteina w zakresie inżynierii i medycyny i w czerwcu 1941 skierowało go do pracy w służbie medycznej w dziale higieny w berlińskim oddziale SS. 1 listopada 1941 otrzymał stopień SS-Untersturmführera (podporucznika). W styczniu 1942 Gerstein został kierownikiem Sanitarnego Biura Technicznego Instytutu Zdrowia Waffen-SS, gdzie opracowywał techniki dezynsekcyjne i uzdatniania wody dla oddziałów bojowych. Kolejnym zadaniem było dostarczanie cyklonu B do Auschwitz i innych obozów.
Pierwsze polecenie w tej sprawie Gerstein otrzymał 8 czerwca 1942 od Sturmbannführera Rolfa Günthera, zastępcy Adolfa Eichmanna w Reichssicherheitshauptamt (RSHA). Gerstein miał udać się do Kolína w Protektoracie Czech i Moraw, pobrać z tamtejszych magazynów 100 kg cyklonu B, a następnie dostarczyć go SS-Gruppenführerowi Odilo Globocnikowi, dowódcy SS i policji w dystrykcie lubelskim Generalnego Gubernatorstwa, który w tym czasie kierował akcją „Reinhardt”, czyli eksterminacją polskich Żydów.
Podróż do Lublina odbyła się w sierpniu. Gersteinowi towarzyszył SS-Obersturmbannführer dr Wilhelm Pfannenstiel, specjalista w zakresie higieny na Uniwersytecie w Marburgu (według Valerie Hébert towarzyszył im jeszcze jeden oficer SS). Odilo Globocnik poinformował przybyłych SS-manów o tym, że omawiane sprawy są objęte najwyższą klauzulą tajności i ewentualne ujawnienie informacji na zewnątrz będzie karane śmiercią. Zlecił im przygotowanie projektu przebudowy komór gazowych w obozach akcji „Reinhardt” i przestawienia ich na stosowanie cyklonu B. Do tego czasu w tamtejszych komorach gazowych stosowano tlenek węgla ze spalin silnikowych. Omawiano również kwestię sprawnej dezynfekcji dużej ilości odzieży, która pozostawała po Żydach zabijanych w obozach. Gernstein miał wówczas dostać polecenie nadzoru nad tą sprawą. W odniesieniu do omawianych spraw, Globocnik miał się wówczas powoływać na ustalenia z Hitlerem i Himmlerem, które miały zapaść podczas ich rzekomej wizyty w Lublinie. (W rzeczywistości Hitler nie odwiedzał wówczas Lublina, a Heinrich Himmler był tam 18 lipca 1942). Z lakonicznej wzmianki w raporcie Gersteina wynika, że przy okazji pobytu w Lublinie odwiedził obóz koncentracyjny na Majdanku, po którym oprowadzić miał go komendant obozu w Bełżcu, Christian Wirth.

#### Wizyta w Bełżcu i Treblince
18 sierpnia 1942, a więc dzień po spotkaniu z Globocnikiem, Gerstein i Pfannenstiel udali się do obozu zagłady w Bełżcu. Ich „przewodnikami” po obozie byli Christian Wirth – pierwszy komendant Bełżca, a od kilkunastu dni inspektor wszystkich obozów akcji „Reinhardt” – oraz jego adiutant Josef Oberhauser. Gerstein opisywał, że w pierwszym dniu pobytu nie był świadkiem żadnych zbrodni, aczkolwiek w całej okolicy mógł wyczuć fetor rozkładających się zwłok. O godzinie siódmej następnego dnia na obozową bocznicę z dwoma peronami wjechał pociąg towarowy wiozący 6700 Żydów z getta we Lwowie. Podróży nie przeżyło 1500 (lub 1450) osób. Ci, którzy przeżyli, byli wypędzani z wagonów. Włosy kobiet i dziewcząt były obcinane „jednym lub dwoma pociągnięciami”. Wszystkim kazano im się rozebrać, zdjąć okulary i usunąć wszelkie protezy. Później, poganiani biczami i bagnetami, byli popędzani przez 150-metrowy korytarz z drutu kolczastego. Przed wejściem do komory gazowej esesman zachęcał ich do wykonywania w „pokojach inhalacyjnych” głębokich wdechów, co miało im pomóc zdrowotnie. Wirth rozkazał, by zapełnić szczelnie sześć komór, po czym włączono silnik dieslowski, którego spaliny były kierowane do wnętrza komór. Silnik jednak zgasł, a jego naprawa zajęła dwie godziny i czterdzieści dziewięć minut. Gerstein odnotował, że w tym czasie z wnętrza komór dobiegał płacz, który Pfannenstiel porównał sarkastycznie do modlitw w synagodze.

(Kurt Gerstein): Modliłem się z nimi, przesunąłem się do kąta i zawołałem głośno do Boga mojego i ich. Jakże bym chciał iść z nimi do komór, jak chętnie podzieliłbym ich los. […] Nie mogę, muszę wciąż świadczyć o tym, czego tu doświadczam („Raport Gersteina”, wersja niemieckojęzyczna; maj 1945).

W trzydzieści dwie minuty od ponownego uruchomienia silnika wszyscy więźniowie byli już martwi. Gerstein relacjonował, że Wirth nakłonił go do tego, by zważył w ręce ciężar puszki wypełnionej złotymi zębami, które wyrwano zabitym. Pytany przez komendanta o partię cyklonu B, którą przywiózł z sobą, miał skłamać, że jest ona wadliwa, została uszkodzona w transporcie i nie nadaje się do użycia. Partia ta została zakopana. Z odnalezionych zapisków Gersteina wynika, że obok cierpień ofiar mordowanych w komorach gazowych, szczególnie wstrząsnęło nim okrutne traktowanie żydowskich dzieci, które przywożono w transportach z gett. Po wyjeździe z Bełżca Gerstein i Pfannenstiel przez kilka dni wizytowali obóz zagłady w Treblince, po czym wyjechali – przez Warszawę – do Berlina.

#### Próby poinformowania aliantów i światowej opinii publicznej
Po tych wstrząsających obserwacjach Gerstein podejmował próby zainteresowania szwajcarskich i szwedzkich dyplomatów, niemieckiego Kościoła Wyznającego, Stolicy Apostolskiej. Pierwszą próbę zainteresowania opinii publicznej ludobójstwem, którego był świadkiem, podjął już w nocnym pociągu relacji Warszawa – Berlin, którym 20 sierpnia 1942 wracał z opisanych wizyt w Bełżcu i Treblince. W pociągu spotkał szwedzkiego dyplomatę, sekretarza ambasady szwedzkiej w Belinie, barona Görana von Ottera, któremu opowiedział o ludobójstwie w obozach i którego prosił o przekazanie informacji szwedzkiemu rządowi i aliantom. Z Otterem spotkał się ponownie w Berlinie gdzie dyplomata zapewnił, że przekazał informacje swojemu rządowi. Niestety, rząd szwedzki przekazał raporty do Londynu dopiero trzy lata później, w sierpniu 1945. W Berlinie Gerstein odwiedził nuncjusza apostolskiego w Niemczech, arcybiskupa Cesara Orsenigo, prosząc o przekazanie relacji do Watykanu. Został jednak odrzucony, gdy wyjawił, że jest członkiem SS. Próbę powiadomienia Watykanu ponowił, prosząc o interwencję doradcę prawnego biskupa katolickiego w Berlinie, dr. Wintera. Relację otrzymali także: luterański biskup Berlina dr Otto Dibelius, dr Paul Hochstrasser, szwajcarski attaché prasowy oraz kapelan berlińskiego więzienia Plötzensee, Peter Buchholz. W 1943 za pośrednictwem przyjaciela w holenderskim ruchu oporu Gerstein powiadomił rząd holenderski w Londynie, jednak jedynym skutkiem była kierowana z Londynu reprymenda dla osób, które przekazywały wiadomość, że rozpowszechniają niewiarygodne informacje. Podejmowane ryzykowne próby poinformowania aliantów i światowej opinii publicznej napotykały na obojętność i niedowierzanie. Podejmowane działania nie przynosiły pożądanych skutków. Gerstein przekazywał relacje wszystkim swoim przyjaciołom i współwyznawcom. Oceniał, że poinformował w sumie kilkaset osób. Informacje te zostały jednak upowszechnione dopiero po jego śmierci, po zakończeniu wojny.

#### Lata 1943–1945

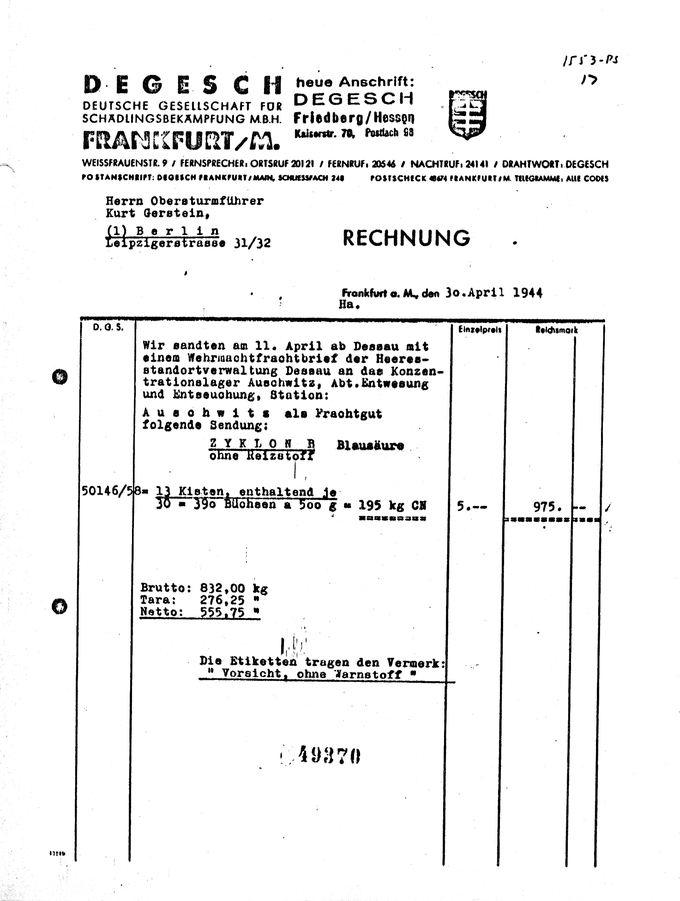
Faktura „Degesch” (Deutsche Gesellschaft für Schädlingsbekämpfung mbH) z 30 kwietnia 1944 na dostawę 195 kg cyklonu B do Auschwitz, wystawiona na nazwisko Kurta Gersteina

Niewiele wiadomo na temat życia Gernsteina po 1942 roku. W następnych dwóch latach napisał niewiele listów i mało ujawniał w swoich powojennych raportach. Wiadomo, że wizytował poszczególne obozy – był w Mauthausen-Gusen, Auschwitz-Birkenau i Ravensbrück. W tym ostatnim widział przeprowadzanie eksperymentów na ludziach. Wiedział także o eksperymentach przeprowadzanych w KL Buchenwald. Wykonywał rozkazy i dostarczał cyklon B do Auschwitz-Birkenau i KL Sachsenhausen. Wiadomo, że Gernstein przeżywał wyjątkowo silne obciążenie związane z wiedzą o zbrodniach przeciw ludzkości i udziałem w machinie zagłady z jednej strony, a wolą wierności ideałom i bezsilnością wobec bierności informowanych osób i instytucji. 20 kwietnia 1943, dzięki wynikom swojej pracy, został awansowany do stopnia SS-Obersturmführera (porucznika).
Zachowane listy wymieniane z ojcem w 1944 dokumentują poczucie osamotnienia i udręki:

(Kurt Gerstein): Twoje słowa, które do mnie napisałeś, gdy zmagałem się z najtrudniejszymi rzeczami, głęboko mnie zaszokowały: „Ciężkie czasy wymagają twardych środków!” Nie, takie słowa nie są wystarczające, aby móc zaakceptować to, co się stało… Bez względu na ograniczenia człowieka, nie może on nigdy stracić ani jednego ze swoich standardów czy idei. Nie może się oczyścić z tego, mówiąc: „To nie jest moja sprawa, nie mogę tego zmienić”. To mnie dotyczy. Ja ponoszę odpowiedzialność i winę, a jako świadoma osoba mam odpowiedni udział w tej winie.

(Ludwig Emil Gerstein): Jesteś żołnierzem i urzędnikiem i musisz wykonywać polecenia swoich przełożonych. Odpowiedzialność ponosi osoba, która wydaje rozkazy, a nie ten, który je wykonuje. Musisz wykonać to, co ci rozkazuje zrobić.

(Kurt Gerstein): Nie użyczałem rąk do tego. Cóż to ma wspólnego? Jeśli ja otrzymywałem takie rozkazy, nie wykonałem ich i zmieniałem sposób ich wykonania. Ja sam wynurzam się z całej sprawy z czystymi rękami i czystym sumieniem.

W kwietniu 1945, tuż przed zakończeniem wojny, Gerstein skontaktował się z władzami francuskimi w Reutlingen w Badenii-Wirtembergii, by im przekazać informacje o ludobójstwie i zaoferował pomoc jako świadek w sprawie karnej najwyższych urzędników nazistowskich. Wkrótce przewieziono go do Rottweil (na terenie tego samego kraju związkowego) i umieszczono w zarekwirowanym hotelu „Mohren”. Tam, pozostając w odosobnieniu, napisał szczegółowy raport na temat zbrodni nazistowskich („Raport Gersteina”) i przekazał go aliantom. Dokument został wykorzystany podczas procesów norymberskich. Opisy raportu pomagają w zrozumieniu mechanizmów zagłady w Bełżcu.

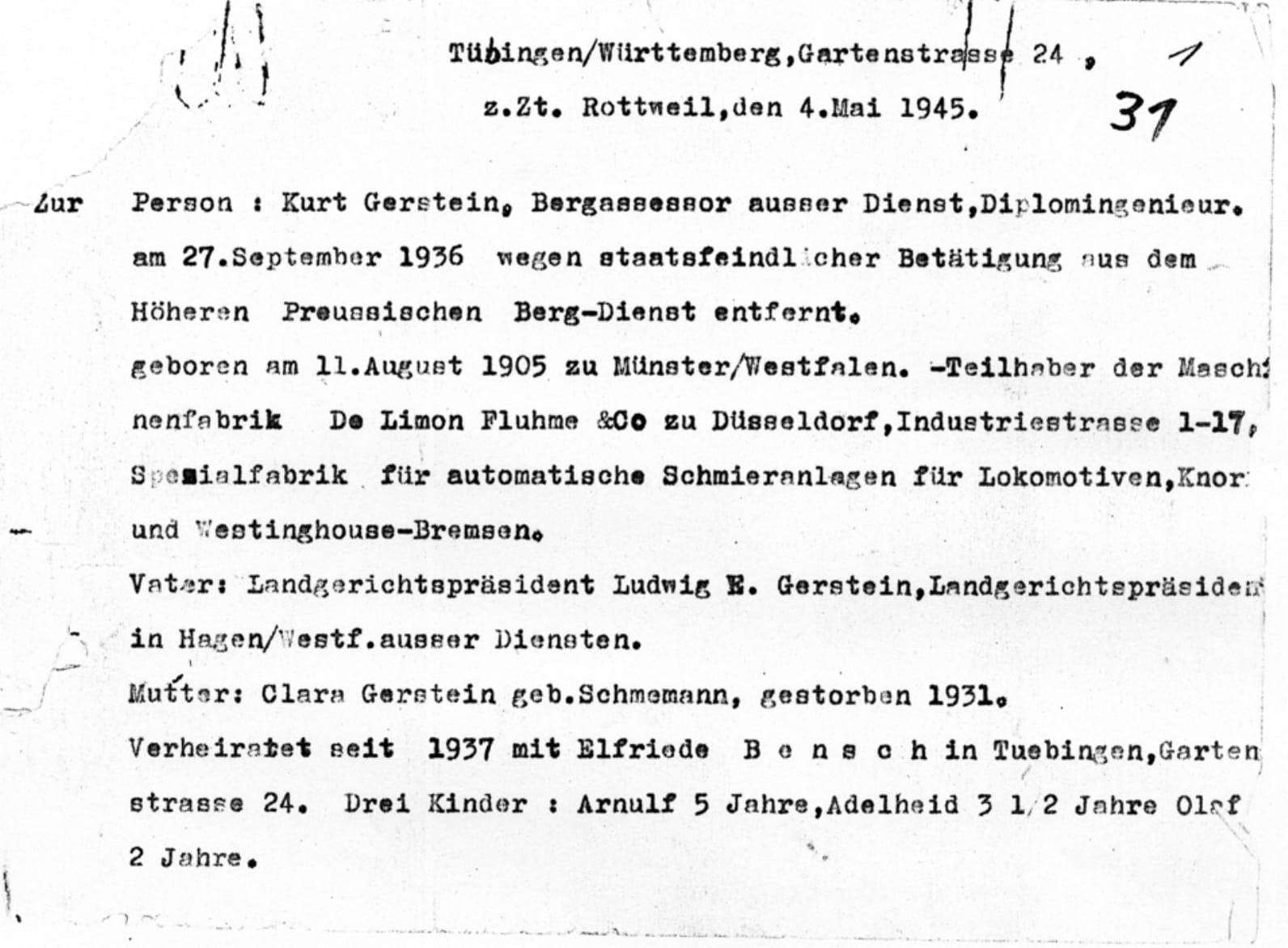
Pierwsza strona Raportu Gersteina,
wersja niemieckojęzyczna z 4 maja 1945

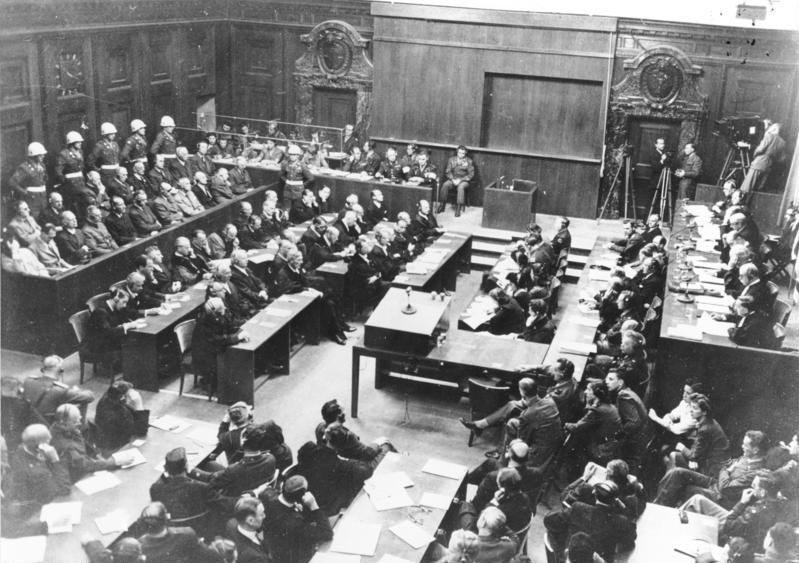
Sala rozpraw podczas procesu norymberskiego

#### „Raport Gersteina” (maj 1945)
Podczas pobytu w odosobnieniu Gerstein sporządził kilka wersji podobnego raportu. Powstały w języku francuskim i niemieckim. Opisywały szczegółowo jego losy – od okresu edukacji, pracy zawodowej, przez podejmowane próby stawiania oporu wobec zagłady, po opisy podejmowanych prób upublicznienia informacji o niej. Szczególną uwagę poświęcał relacji z zagazowania kilku tysięcy Żydów w Bełżcu. Do francuskojęzycznej wersji Gerstein dołączył wystawione na jego nazwisko faktury dokumentujące zakup 2175 kg cyklonu B, przeznaczonego dla obozów Auschwitz-Birkenau i KL KL Sachsenhausen.
Spod ręki Kurta Gersteina wyszły trzy zbieżne raporty: pierwszy został napisany odręcznie w języku francuskim 26 kwietnia 1945. Drugi, napisany na maszynie w języku niemieckim, powstał 4 maja 1945. Trzeci – także po niemiecku – został napisany (na maszynie) 6 maja 1945. Niemiecka wersja, datowana na 4 maja 1945, została po jego śmierci opublikowana w poświęconym historii najnowszej kwartalniku „Vierteljahreshefte für Zeitgeschichte” (vol. 1, 1953), pt. „Augenzeugenbericht zu den Massenvergasungen”. Ta wersja była używana przez sąd denazyfikacyjny podczas procesu Gersteina w 1950 roku i była najczęściej cytowaną wersją w publikacjach cytujących raport.
Prokuratorzy użyli później raportu jako materiału dowodowego w czasie procesów przed Międzynarodowym Trybunałem Wojskowym w Norymberdze. Pomogły w skazaniu na śmierć przełożonego Gersteina z Instytutu Zdrowia Waffen-SS, dr. Joachima Mrugowsky’ego, były wykorzystywane w procesie IG Farben, w procesach załogi Bełżca i w procesie Adolfa Eichmanna.

### Po zakończeniu wojny
Podczas spotkania z przedstawicielami alianckiego Combined Intelligence Objectives Subcommittee (CIOS) – Brytyjczykiem, majorem Derekiem C. Evansem i Amerykaninem, cywilem ze stopniem pułkownika, Johnem W. Haughtem – Gerstein przekazał rozmówcom kolejne dokumenty (w tym anglojęzyczną notatkę, siedmiostronicowy, napisany ma maszynie francuskojęzyczny raport i faktury firmy Degesch za dostawy cyklonu B do obozów w Auschwitz i Sachsenhausen) i wyraził obawy, że przedstawiciele Francji nie wykazali wystarczającego zainteresowania przedstawionymi informacjami na temat Zagłady. Gerstein był przekonany, że po złożeniu wyjaśnień zostanie zwolniony z aresztu. Do władz francuskich skierował list:

Po dwunastu latach niestrudzonej walki, szczególnie po ostatnich czterech latach mojej najbardziej niebezpiecznej i męczącej działalności oraz ogromie strasznych rzeczy, których doświadczyłem, chciałbym wracać do życia wraz z moją rodziną w Tybindze. […] Mam również życzenie, korespondujące z moimi zasługami w walce z nazizmem, abym mógł wrócić do mojej działalności lub do biura górniczego, z którego zostałem w 1936 zwolniony z powodu mojej antyhitlerowskiej działalności.

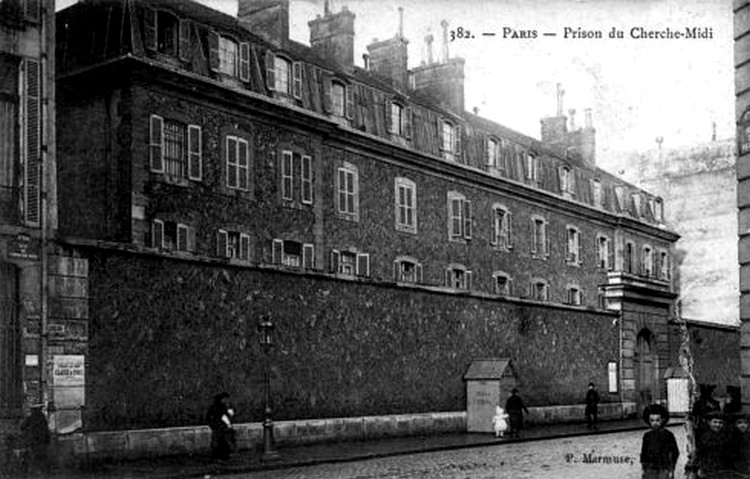
Więzienie Cherche-Midi w Paryżu (1910)

26 maja został przewieziony do Konstancji nad Jeziorem Bodeńskim. Podczas kolejnych przesłuchań Gerstein opowiadał o swoich przeżyciach z Bełżca, zapewniał, że jego udział miał charakter techniczny i wiązał się z kontrolą instalacji dezynfekujących i filtrujących. Jego wyjaśnienia były jednak przyjmowane z podejrzliwością i pogardą. Francuzi nie wierzyli, jakoby mógł celowo doprowadzić do zniszczenia przywiezionego ze sobą do Bełżca gazu.
13 lipca 1945 został przez Francuzów uznany za podejrzanego o udział w zbrodniach, aresztowany i wysłany do więzienia Cherche-Midi w Paryżu. Raporty z przesłuchań w Paryżu wskazują, że Francuzi potraktowali Gernsteina jako SS-mana, który w zamian za zeznania chce uzyskać wolność. Nie wierzyli w jego zapewnienia o oporze i ideowym celu podjęcia służby w SS. 25 lipca 1945, w dwanaście dni po osadzeniu Kurta Gersteina w paryskim więzieniu, jego ciało znaleziono powieszone w celi. Brak pewnych informacji, czy został przez kogoś powieszony, czy też popełnił samobójstwo. Wiadomo, że pozostawił kilka listów, ale te niedługo po jego śmierci zaginęły. Rodzina Gersteina została poinformowana o jego śmierci dopiero w 1948.

#### Oceny prawne
17 sierpnia 1950 sąd denazyfikacyjny w Tybindze w Wirtembergii-Hohenzollern jednogłośnie (głosami 7:0) uznał Kurta Gersteina za współwinnego zbrodni nazistowskich (belastet). Wskazywano, że przyczynił się do nich poprzez produkcję i dostarczanie cyklonu B do obozów zagłady. Elfriede Gerstein, wdowa po nim, została pozbawiona praw emerytalnych. W pięć lat później losy i postawa Kurta Gersteina znów stały się przedmiotem oceny sądu. Przed sądem we Frankfurcie toczyła się sprawa apelacyjna byłego dyrektora firmy Degesch, Gerharda Petersa. Podczas postępowania dokonano metodycznej analizy porównawczej trzech wersji raportu Gersteina, na podstawie czego skład sędziowski stwierdził:

Według tych zeznań Gerstein reprezentował typ człowieka, który z racji najgłębszych przekonań wyparł się, czy nawet znienawidził reżim nazistowski, a brał w nim udział, by walczyć od wewnątrz i unikać większego zła. Gerstein był jednak tylko Obersturmführerem SS i był w tej ogromnej machinie tylko stosunkowo niewielkim trybikiem, którego rola ograniczała się do określonej dziedziny. Pomimo najlepszych starań i najlepszych intencji, nie miał wystarczającej siły ani wpływu, aby zatrzymać tę maszynę, a dokładniej – oddziaływać na to, co było poza jego dziedziną. Machina była silniejsza od niego. W końcu to sobie uświadomił i oczywiście bardzo wycierpiał.

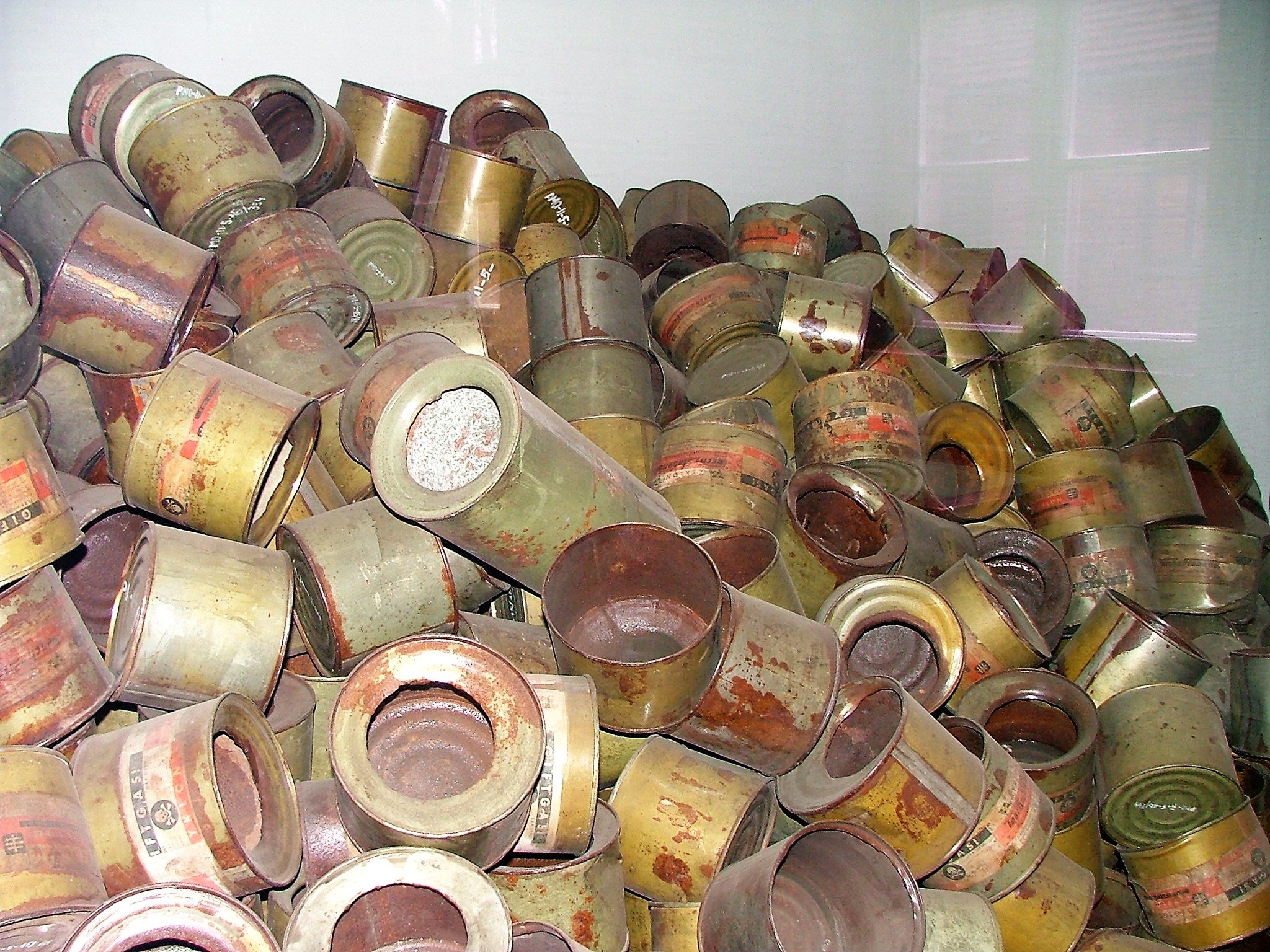
Puste opakowania po cyklonie B w zbiorach Muzeum Auschwitz-Birkenau w Oświęcimiu

Prowadzący wspomniane postępowanie sąd we Frankfurcie zweryfikował ilości cyklonu B dostarczanego do obozów. Wziął pod uwagę nie tylko zapisy księgowe i sprzedażowe firmy Degesch czy zestawienie faktur załączonych przez Gersteina do francuskiej wersji raportu, ale także i inne dokumenty, w tym dokumentację spółki-córki Degesch – „Tesch und Stabenow” (Internationale Gesellschaft für Schädlingsbekämpfung m.b.H.). Dokumentacja tej firmy, znanej jako „Testa”, była już zbadana w brytyjskim procesie byłego szefa firmy dr. Bruno Tescha oraz innych osób. Zgodnie z tymi danymi, w poszczególnych latach Testa dostarczyła ogromne ilości cyklonu B do Auschwitz: w 1942 – 7478 kg, w 1943 – 12174 kg, a w 1944 – 1999 kg (dokumentacja dotycząca dostaw w 1944 była jednak niepełna). Równocześnie sąd przyjął, że łączna masa cyklonu B wysłanego do Auschwitz i Sachsenhausen na podstawie zamówień Gersteina wyniosła 3790 kg. W tej liczbie sąd nie uwzględnił jednak dostaw wysłanych do Sachsenhausen na podstawie zamówień Gersteina, bowiem nie można było przedstawić dowodu, że owe dostawy zostały w tym obozie wykorzystane. Sąd przyjął, że na podstawie zamówień Gersteina dostarczono do Auschwitz 1775 kg (590 kg w 1943 i 1185 kg w 1944). 25 lipca 1949, podczas rozprawy apelacyjnej sprawy karnej przeciwko dr. Gerhardowi Petersowi, jego pełnomocnik Drost złożył wyjaśnienie, że z niemal 24,4 ton cyklonu B dostarczonego do Auschwitz 21,6 tony pochodziło z produkcji Testy, zaś łączna wysyłka cyklonu B z Testy do różnych obozów w latach 1942–1944 obejmowała 66 ton tego insektycydu.
Przez wiele lat Elfriede Gerstein walczyła o rehabilitację Kurta. 14 grudnia 1964 biuro emerytalne w Rottweil wydało dokument stwierdzający, że zgodnie z federalną ustawą emerytalną postanowiono przyznać Elfriede i jej dzieciom emerytury – z mocą wsteczną 1 lipca 1954. Dopiero 20 stycznia 1965, dzięki staraniom szwedzkiego dyplomaty, barona Görana von Ottera, premier kraju związkowego Badenii-Wirtembergii, Kurt Georg Kiesinger, oczyścił Kurta Gersteina z wszelkich zarzutów.

## Postać Kurta Gersteina w sztuce
Historię Kurta Gersteina opowiedziano w filmie fabularnym Amen. z 2002 r. francuskiego reżysera Costy-Gavrasa, nakręconym na podstawie sztuki teatralnej Namiestnik Rolfa Hochhutha. W rolę Gersteina wcielił się Ulrich Tukur. Gerstein jest jedną z nielicznych realnie istniejących postaci przedstawionych w filmie.